# Β-glucani

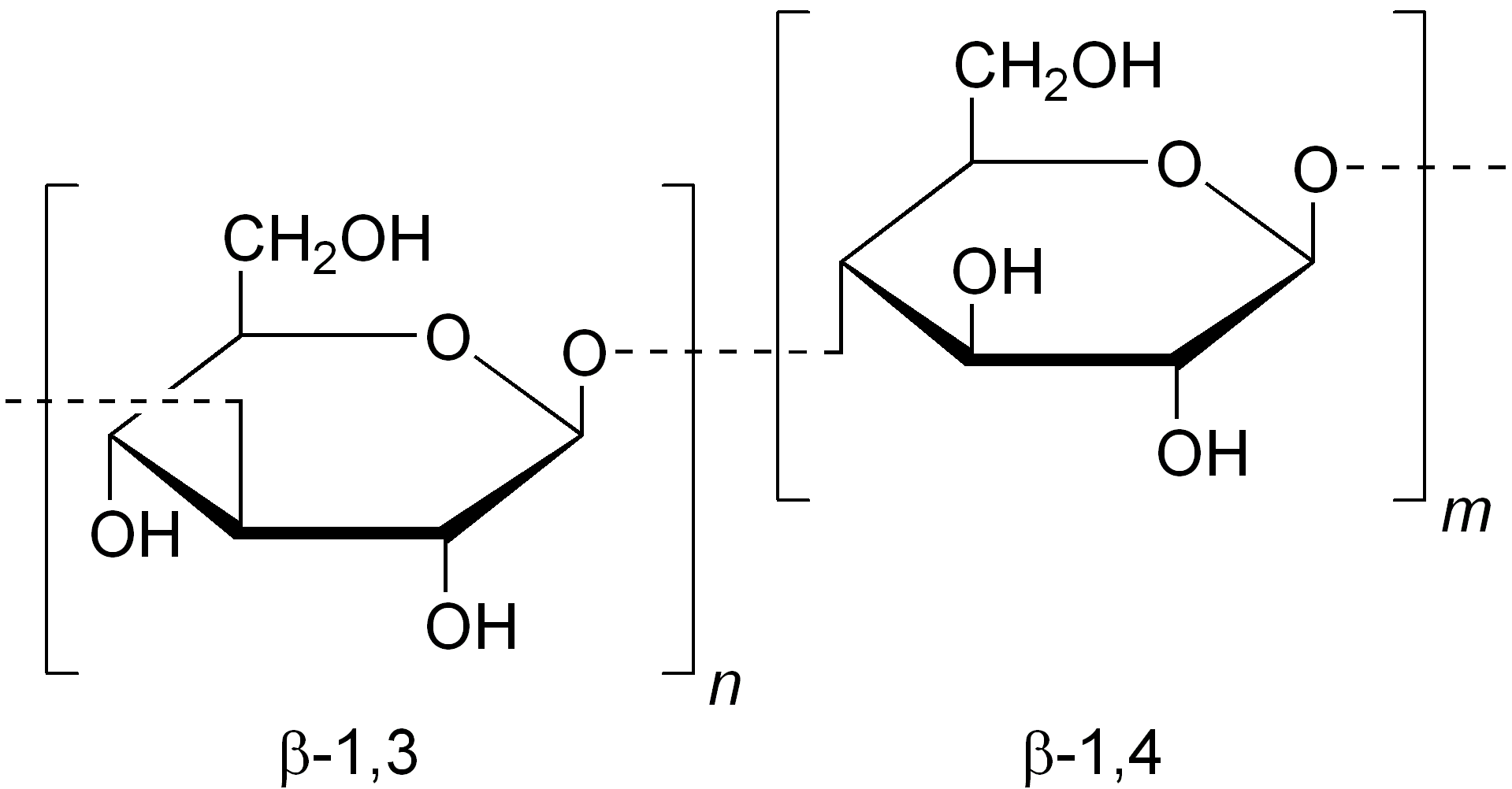
Struttura base di β(1,3) e β(1,4) glucani

I β-glucani (o beta-glucani) sono un gruppo di polisaccaridi del β-D-glucosio, che compongono le pareti delle cellule di cereali, batteri e funghi. Tipicamente, i β-glucani formano uno scheletro lineare con legami β(1-3) e β(1-4) glicosidici, ma possono anche formare molecole ramificate grazie a legami β(1,6) glicosidici, e variano rispetto alla massa molecolare, solubilità, viscosità, struttura ramificata e proprietà di gelificazione, causando diversi effetti fisiologici negli animali.

## Struttura
Sebbene tecnicamente i β-glucani siano catene di β-D-glucosio legati da legami glicosidici di tipo β, per convenzione non tutti i polisaccaridi di β-D-glucosio sono classificati come β-glucani. Ad esempio, la cellulosa non è convenzionalmente considerata un β-glucano, poiché è insolubile e non presenta le stesse proprietà chimico-fisiche degli altri β-glucani di cereali o lieviti.
Le forme più comuni di β-glucano sono quelle che si trovano nei cereali e comprendono unità di β-D-glucosio con legami β-1,3 e β-1,4. Alcune molecole di β-glucano, comuni tra i lieviti e i funghi, hanno catene laterali ramificate di glucosio attaccate ad altre posizioni (legami β-1,6 glicosidici) e inoltre, queste catene laterali possono essere attaccate ad altri tipi di molecole, come le proteine, prendendo come esempio il polisaccaride-K. La frequenza, la posizione e la lunghezza delle catene laterali possono svolgere un ruolo nella modulazione dell'attività del sistema immunitario. Le differenze nel peso molecolare, nella forma e nella struttura dei β-glucani determinano le differenze nell'attività biologica.
Non è possibile assegnare una singola struttura ai β-glucani dell'orzo perché essi sono compresi in una famiglia di polisaccaridi eterogenei per dimensioni, solubilità e struttura molecolare. Comunque la struttura molecolare di alcune frazioni estratte con acqua a 40 e a 65 °C, dalla farina d'orzo o da preparazioni di pareti cellulari di endosperma è stata studiata in maniera dettagliata. Queste frazioni sono costituite da β-glucani con un grado di polimerizzazione superiore a 1.400 unità glicosiliche e contengono in media il 70% di residui glicosidici legati con legami β(1-4) e il 30% legati con legami β(1-3).

## Presenza negli alimenti
Sono i maggiori componenti della frazione solubile della fibra alimentare e come tali nel nostro organismo danno luogo ad una serie di effetti benefici correlati alla fibra alimentare quali rallentamento dello svuotamento gastrico ed incremento della peristalsi intestinale. Inoltre negli ultimi anni numerosi risultati sperimentali hanno evidenziato il ruolo dei β-glucani dell'orzo e dell'avena nel contenimento dei livelli di colesterolo e di glucosio ematico nell'uomo e in animali da laboratorio (Ohta et al., 1997; Hallfrisch, 2000).
A livelli di assunzione alimentare di almeno 3 g/giorno, il β-glucano dell'avena riduce i livelli ematici di colesterolo LDL e quindi può ridurre il rischio di malattie cardiovascolari.La parete cellulare dei funghi è costituita per il 60% da β-glucani.